# Douglas Deshotel
John Douglas Deshotel (ur. 6 stycznia 1952 w Basile, Luizjana) – amerykański duchowny katolicki, biskup diecezji Lafayette od 2016.

## Życiorys
Święcenia kapłańskie otrzymał w dniu 13 maja 1978. Udzielił ich bp Maurice Schexnayder. Służył duszpastersko na terenie diecezji Dallas, był także wicerektorem seminarium w Dallas oraz członkiem wielu diecezjalnych komisji.
11 marca 2010 mianowany biskupem pomocniczym Dallas ze stolicą tytularną Cova. Sakry udzielił mu biskup Kevin Farrell.
17 lutego 2016 papież Franciszek mianował go biskupem diecezji Lafayette. Ingres odbył się 15 kwietnia 2016.